# ジョン・オールデン・カーペンター
ジョン・オールデン・カーペンター（John Alden Carpenter, 1876年2月28日 - 1951年4月26日）は、アメリカ合衆国の作曲家、実業家。学生時代から作曲を学び、日曜作曲家として、当時流行したさまざまな娯楽音楽の影響のもと、アメリカ的な題材やアメリカ的な響きの音楽を模索しようとした。近代フランス音楽、とりわけエリック・サティやフランス六人組に傾倒した。あらゆる意味においてガーシュウィンやコープランドの先駆者というべき作曲家である。

## 生涯
シカゴの製粉会社の家庭に生まれ、行く末は社長として家業を継ぐことが決まっていた。ハーヴァード大学でジョン・ノウルズ・ペインに作曲を学ぶかたわら、学生合唱団の団長を務め、学生クラブのための社交音楽を作曲した。後にローマに渡って、休暇中のエドワード・エルガーに作曲を学ぶが、互いの音楽的趣味がかけ離れていたため、両者にとって不幸な関係を築く結果に終わった。アメリカに戻ってからは、家業を継いで副社長に就任、そのかたわらでシカゴのドイツ人音楽教師の下でさらに作曲を学んでいる。

## 主要作品

### 管弦楽曲
漫画《クレイジー・キャット Krazy Kat 》に基づく同名のパントマイム（1921年）や、バレエ音楽《摩天楼 Skyscrapers 》（1925年）は、ジャズや社交界のサロン音楽に影響されている。1914年の印象主義的な管弦楽組曲《乳母車の冒険》は、同年の《ピアノと管弦楽のためのコンチェルティーノ》と並んで、もっとも有名な代表作である。1932年にはジョージ・ワシントン生誕200周年を記念する《信仰の歌 The Song of Faith 》を完成させた。1933年に作曲された印象主義風の交響詩《海流 Sea Drift 》は、近年に初稿が発見され、最終版とともに、近年演奏の機会が増えつつある。

### 室内楽曲・ピアノ曲
《ヴァイオリン・ソナタ》（1912年）は、和声や旋律の美しさを追究した作品で、循環主題が利用されるなど、フランクやルクーの影響を指摘することができる。《弦楽四重奏曲》（1927年）は、旋律と音色、リズム、線的対位法の追究が目立っており、おそらくドビュッシーの前例が意識されている。《ピアノ五重奏曲》（1927年）では、重厚かつ内省的な部分も見られるものの、おおむね新古典主義的な簡潔なたたずまいと、愉悦感みなぎるリズムが特徴的である。
ハーヴァード時代の習作《ピアノ・ソナタ ト短調》は、没個性的で顧みるに値しないが、その他のピアノ小品（多くはサロン的小品）はもっと再評価されてよい。《アメリカ風ポロネーズ》はその名に反してキューバやメキシコなどの民族音楽の影響を示しており、スコット・ジョプリンやナザレーを思わせる《アメリカ風タンゴ》とペアをなしている。《即興曲 変ホ短調》は、ドビュッシーの《スケッチブックから》のかすかなエコーが認められる。《小さな踊り子》は印象主義風のカン・カンで、《小さなインディアン》は、印象主義風のマクダウェルというべき小品。5つの小曲からなる《組曲 Diversions 》は、薄い響きと透明なテクスチュア、モダンな和声がラヴェルの《クープランの墓》を連想させるが、擬古典的な作品ではなく、ハバネラやワルツ、ケークウォークのリズムが使われている。